# Bodies (Drowning Pool)
Bodies, meglio conosciuta come Let the bodies Hit the Floor per via del ritornello, è un brano della band alternative metal texana Drowning Pool. È stata pubblicata come singolo nel 2001 ed è contenuta nell'album Sinner.
Il brano ha portato al successo internazionale la band: il singolo ha infatti dominato per settimane le classifiche rock e ha reso famoso anche l'ex cantante del gruppo Dave Williams, morto appena un anno dopo l'incisione del disco.
Nel video si possono vedere Williams vestito da psichiatra e un uomo a cui rivolge le parole della canzone, talvolta urlando, come in una sorta di terapia. Si possono inoltre intravedere scene dove la band suona all'aperto e in uno stanzino inquadrata da una telecamera alla quale Williams rivolge sempre il viso.
La frase "Let the bodies hit the floor" in italiano significa "Lasciate che i corpi colpiscano il pavimento", cioè "lasciateli cadere".
Una versione di Bodies si trova anche nell'EP Pieces of Nothing e nell'album live della band Loudest Common Denominator.
Il singolo è stato usato dalla WWE come canzone ufficiale del roster di Raw tra il 2001 e il 2003 ed è presente nella colonna sonora del film xXx con Vin Diesel.

## Tracce
1. Bodies - 3:24
2. Bodies (live at US Ozzfest 2001) - 3:28
3. Sermon (Total Rock Session, London) - 4:38
4. Bodies (Video)

## Formazione
- Dave Williams - voce
- C.J. Pierce - chitarra
- Stevie Benton - basso
- Mike Luce - batteria